# Frederico II de Anhalt
Frederico II, Duque de Anhalt (19 de agosto de 1856 – 21 de abril de 1918) foi o terceiro duque governante do Ducado de Anhalt. Após a morte de seu irmão mais velho, o príncipe hereditário Leopoldo em 1886 . Frederico se tornou o herdeiro aparente do trono de Anhalt, em 13 de setembro de 1911 se tornou General da Cavalaria do Exército Imperial Alemão . Frederico não teve filhos e após sua morte o trono de Anhalt passou para seu irmão Eduardo. 